# Ranat

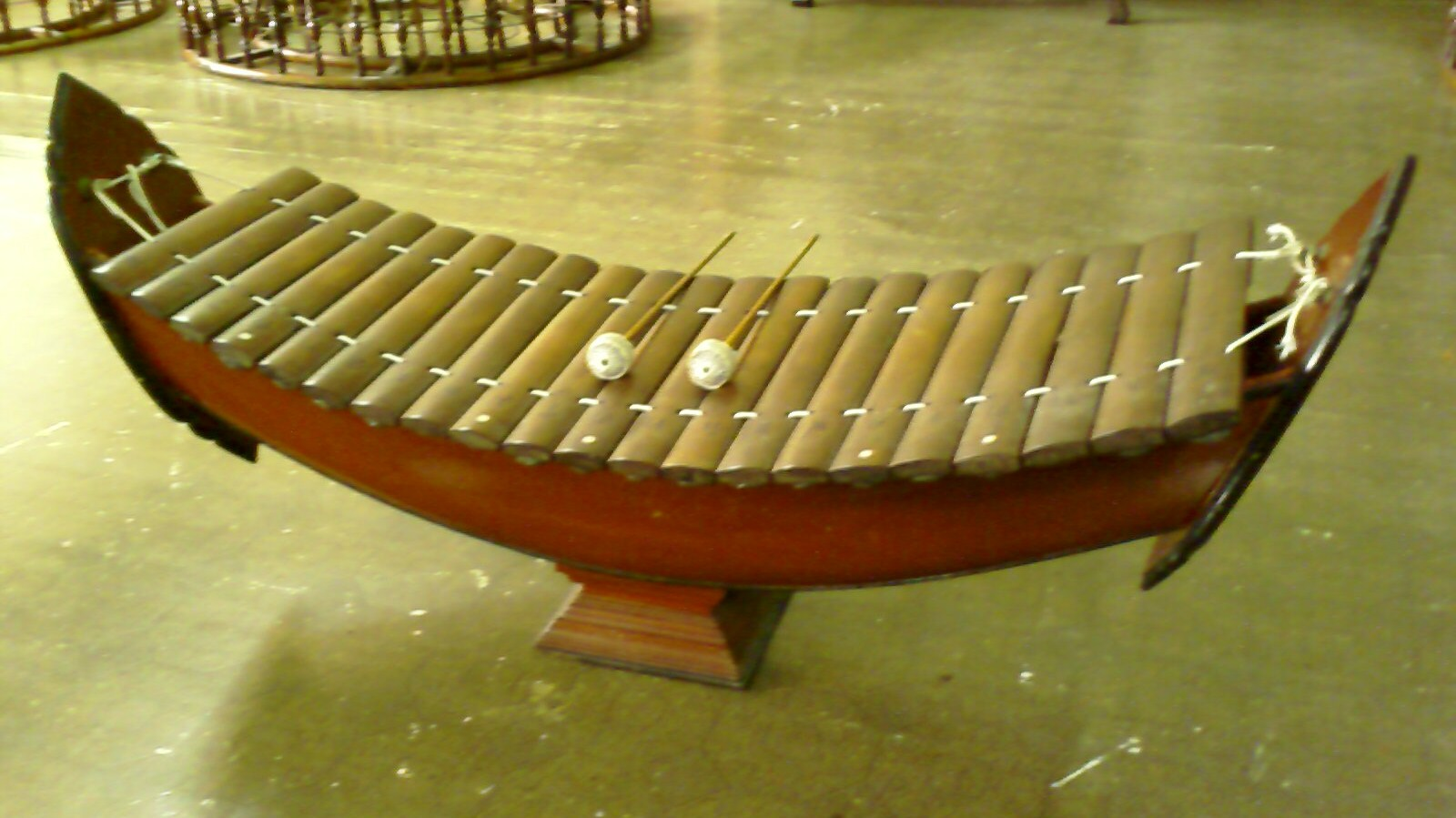
Ranat ek

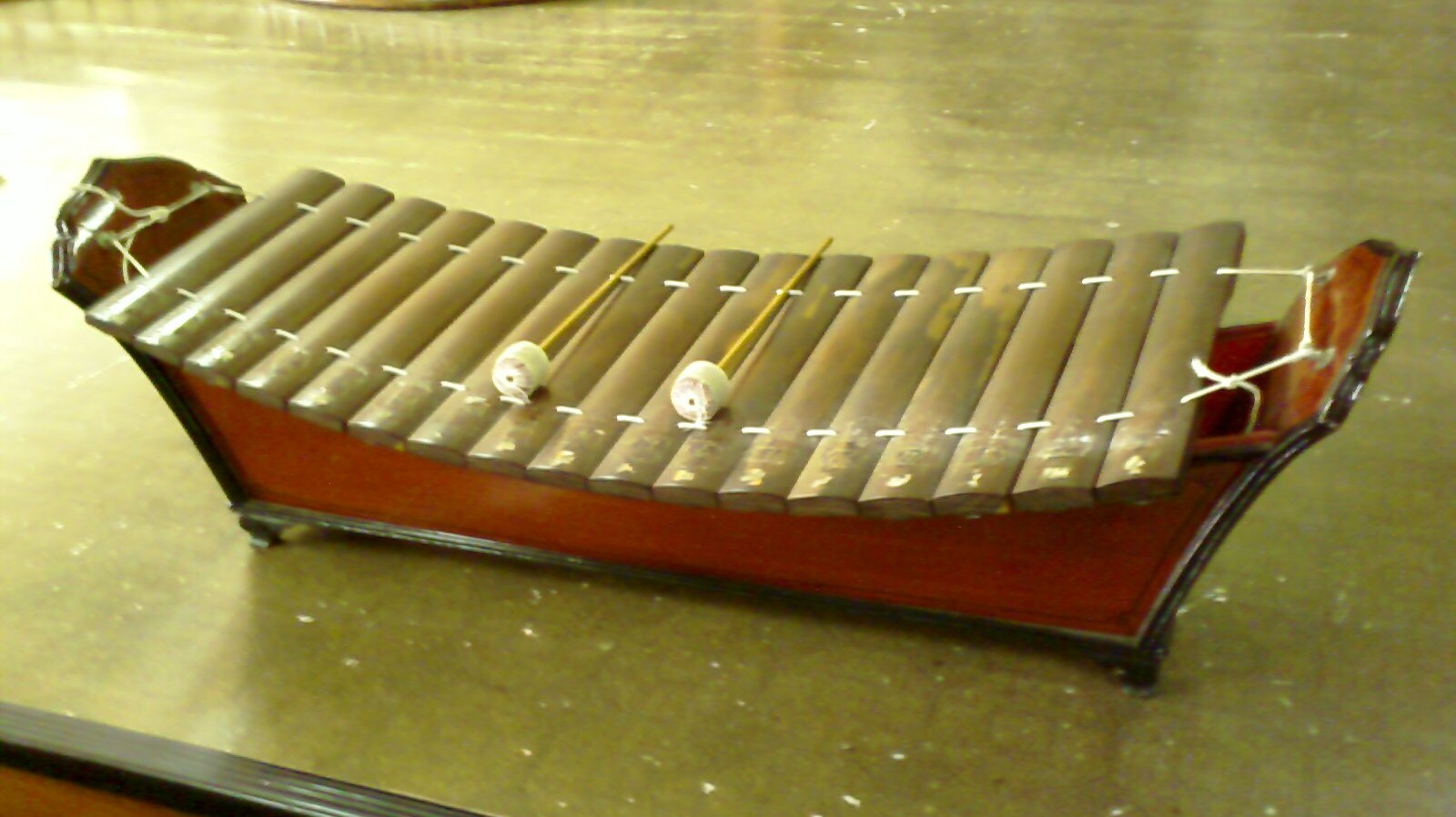
Ranat thum

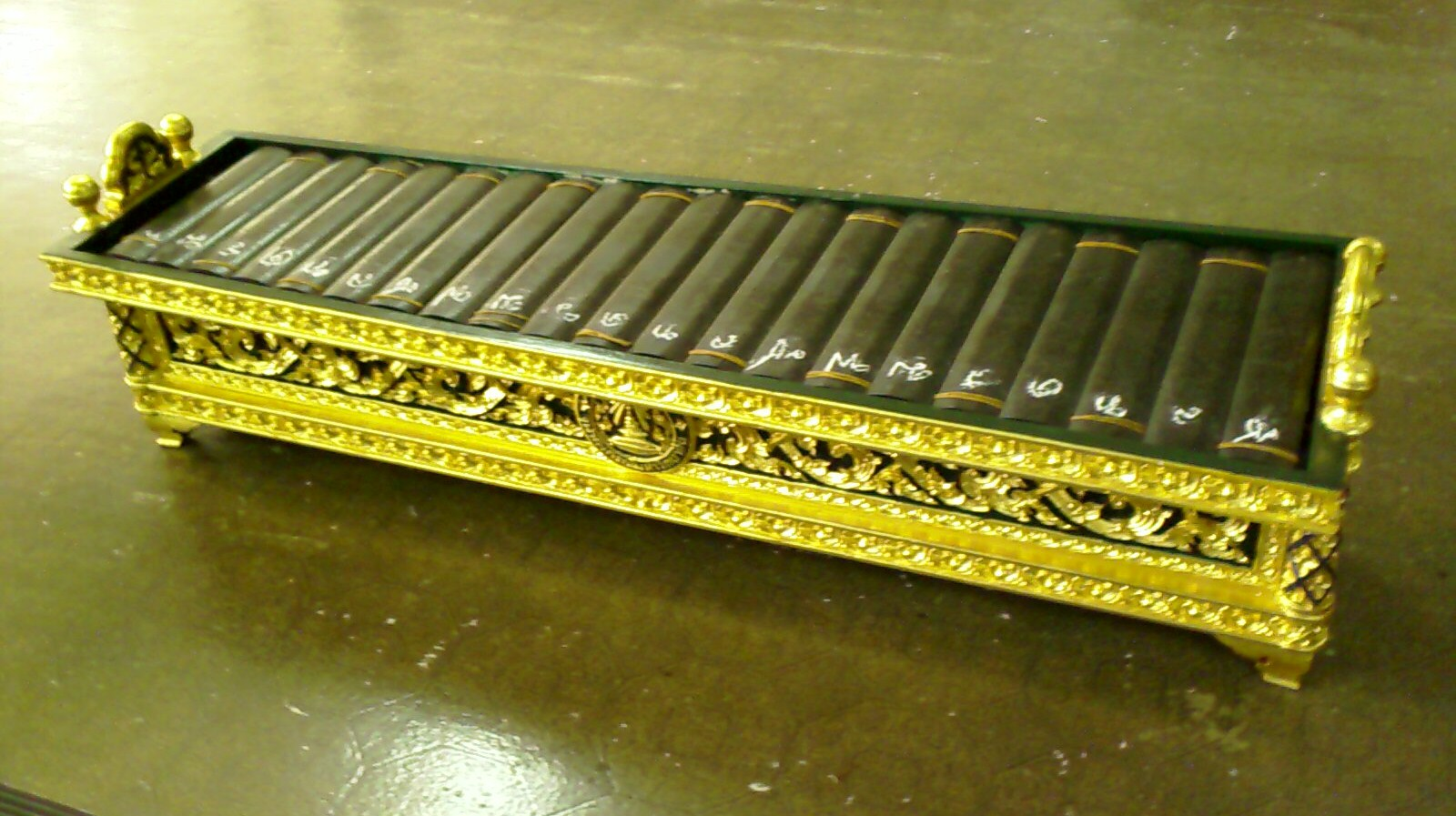
Ranat ek lek

Ranat (taj. ระนาด /ranâːt/) – tradycyjny tajski instrument muzyczny, rodzaj ksylofonu (ranat ek, taj. ระนาดเอก i ranat thum, taj. ระนาดทุ้ม), lub metalofonu (ranat ek lek, taj. ระนาดเอกเหล็ก i ranat thum lek, taj. ระนาดทุ้มเหล็ก). Podobne instrumenty występują w kulturze muzycznej Laosu i Kambodży.